# Новосапашево
Новосапашево (баш. Яңы һапаш) — деревня в Кугарчинском районе Республики Башкортостан Российской Федерации. Входит в состав Волостновского сельсовета.

## География

### Географическое положение
Расстояние до:
- районного центра (Мраково): 33 км,
- ближайшей ж/д станции (Мелеуз): 47 км.

## Население
| 2002 | 2009 | 2010 |
| ---- | ---- | ---- |
| 33   | ↗44  | ↘37  |

Национальный состав
Согласно переписи 2002 года, преобладающая национальность — русские (73 %).